# William H. Dana
Pour les articles homonymes, voir Dana.
William Harvey Dana est un pilote américain de X-15, né le 3 novembre 1930 et mort le 6 mai 2014.

## Vols réalisés
Il fut l'un des 8 pilotes de X-15 à franchir l'altitude des 50 miles (un peu plus de 80 km), qui est la frontière de l'espace selon la définition de l'USAF.
Le 1er novembre 1966, il atteint l'altitude de 93 543 mètres.
Il franchira à nouveau le seuil de l'espace le 21 août 1968, volant à 81 530 mètres.